# Peter Willmann
Peter „Willy“ Willmann (geboren 1944 oder 1945 in Villach; gestorben im September oder Oktober 2012 auf Mauritius) war ein österreichischer Finanzbeamter und Laiendarsteller.
Willmann spielte mit der von ihm gegründeten Hinterwinkler Kulturbühne bzw. Salzburger Kulturbühne mehr als vierhundertmal auf österreichischen und bayerischen Schauplätzen den Jedermann von Hugo von Hofmannsthal und übernahm dabei stets die Titelrolle.

## Leben und Werk
Laut Kronenzeitung organisierte Willmann „jahrelang auch den Finanzball“. Seine Begeisterung für den Theatertext von Hugo von Hofmannsthal führte dazu, dass er eine Inszenierung des Jedermann mit Laiendarstellern in Grödig nahe Salzburg initiierte, selbst Regie führte und die Titelrolle übernahm. Er verwendete dabei eine eigene, gestraffte Textversion und gründete dafür die Hinterwinkler Kulturbühne, oftmals auch als Salzburger Kulturbühne bezeichnet. Die Aufführungen fanden zunächst auf dem Mayr-Melnhof’schen Gutshof von Schloss Glanegg statt.
In der Folge war seine Inszenierung auf verschiedenen Freiluftbühnen in vielen Orten Salzburgs und Bayerns zu sehen, aber auch in beim Rheingau Musik Festival, in Mannheim und Wien. Es gelang Willmann, professionelle Schauspieler und später auch Film- und Fernsehstars für sein Projekt zu engagieren. Beispielsweise übernahmen Hanna Schygulla, Lis Verhoeven, Jutta Speidel und Gudrun Landgrebe die Rolle der Mutter, Otto Sander sprach die Stimme Gottes auf Band. Die Buhlschaft verkörperte in den letzten Jahren Christine Neubauer. Gespielt wurde schließlich in den historischen Kostümen der Salzburger Festspielinszenierung von 1959. Neun Sommer hindurch gastierte die Truppe im Brunnenhof der Münchner Residenz, zuletzt 2012.
Willmann war der mit Abstand längst dienende Jedermann.

## Persönliches
Die Kronenzeitung berichtet auch, dass Willmann mit Indira, einer Frau aus Mauritius, einen Sohn namens Amadeus habe und dass seine Asche auf seinen Wunsch nach einer „hinduistisch-katholische[n] Verabschiedungszeremonie“ in den Indischen Ozean verstreut wurde.

## Veröffentlichungen
- Programmheft Jedermann. Das Spiel vom Sterben des reichen Mannes. Jedermann im Kurgarten Bad Reichenhall 27. Juni bis 23. August 1997. Hg. von Peter Willy Willmann und der Hinterwinkler Kulturbühne